# Pierre Bézier
Pour les articles homonymes, voir Bézier.
Pierre Bézier, né le 1er septembre 1910 à Paris et mort le 25 novembre 1999 à Bures-sur-Yvette (Essonne), est un ingénieur français en mécanique et en électricité. Il est connu pour son invention qui porte son nom, les courbes et surfaces de Bézier, couramment utilisées en informatique.

## Biographie

### Parcours universitaire
Il entre en classes préparatoires au lycée Jean-Baptiste-Say à Paris en étant élève boursier ; il intègre les Arts et Métiers à Paris en 1927, en étant premier au concours d'entrée, puis l'École supérieure d'électricité (Supélec) en 1931.
Il soutient un doctorat en mathématiques à l'université de Poitiers en 1969 et un doctorat d'État en physique à l'université Pierre-et-Marie-Curie en 1977.

### Carrière professionnelle
Entré chez Renault en 1933, il y fera toute sa carrière jusqu'en 1975 au poste de directeur des méthodes mécaniques. Il y conçoit, en 1945, des machines transferts pour la ligne de fabrication des Renault 4CV, et, en 1958, l'une des premières machines à commande numérique d'Europe, une fraiseuse servant aux maquettes.
Sa préoccupation était de créer un moyen simple et puissant pour modéliser des formes et faciliter la programmation des machines à commande numérique. Il bataille pour obtenir un ordinateur CAE 530 d'occasion (1964), de huit kilooctets de mémoire vive, connectable à une machine à commande numérique (logiciel assembleur introduit par rubans perforés). Le problème auquel il s'attaque est celui de la modélisation des surfaces en trois dimensions, les commandes numériques se contentant jusqu'alors de courbes en deux dimensions. La solution qu'il cherche est celle d'une interface intuitive accessible à tout utilisateur. Il décide de considérer classiquement les surfaces comme une transformation de courbes. Son exigence de s'adapter au dessinateur, plutôt que de contraindre le dessinateur à devenir calculateur, l'amène à une inversion géniale : déduire le calcul à partir du dessin et non le dessin à partir du calcul. Il invente alors la poignée de contrôle, curseur de déplacement des courbes d'un dessin informatisé transmettant automatiquement les variations de coordonnées au processeur. Ces poignées de contrôle sont toujours utilisées aujourd'hui. Ses recherches aboutirent à un logiciel, Unisurf, breveté en 1966. Il est à la base de nombreux logiciels de Conception assistée par ordinateur (CAO) et de Conception et fabrication assistées par ordinateur (CFAO) créés par la suite, dont CATIA. Les concepts de CAO et de CFAO venaient de prendre forme. En 1968, son premier prototype fonctionne et en 1970 son travail est enfin reconnu par la direction de Renault qui met en œuvre son procédé. Citroën avait en fait quelques années d'avance puisque sa première machine de CAO a fonctionné en 1964. Mais cette avance sera perdue en 1974 après l’absorption de Citroën par Peugeot, qui privilégiera son système développé à partir d'Unisurf en 1967, Computervision, moins performant.
En 1971, Pierre Bézier rencontre des collègues de Citroën, M. de la Boixière, ingénieur Supélec passé par le Massachusetts Institute of Technology (MIT), où il a pu étudier les commandes numériques, et Paul de Casteljau, mathématicien normalien, lequel travaille sur la modélisation depuis 1958 à partir des fonctions de Bernstein, à défaut des courbes de Bézier qui en sont la représentation informatique, sans avoir eu avant 1985 l'autorisation de son employeur de publier ses travaux.
En 1977, Donald Knuth commence à travailler sur le logiciel de création de fonte Metafont et produit la première version de Metafont en 1979. Le logiciel offre la possibilité de définir les contours des caractères avec des relations géométriques puissantes ; par exemple, un point peut être défini comme l'intersection d'un segment de droite et d'une courbe de Bézier.
À la suite de mésententes avec sa hiérarchie, Pierre Bézier fut mis à l'écart, ce qui lui donna du temps pour s'intéresser à la modélisation des surfaces. À partir de 1980, une vingtaine de personnes dont quatre à cinq informaticiens travaillent chez Renault avec le logiciel Unisurf sur des machines qui occupent l'espace d'une chambre.[réf. nécessaire]
Ultérieurement, l'un des chercheurs du Xerox PARC, John Warnock, réutilise les travaux de Pierre Bézier pour élaborer la partie description de courbes et de polices de caractère d'un nouveau langage de description de pages, PostScript, puis crée en 1982 une société, Adobe, pour lancer le logiciel PostScript et plus tard, Illustrator.
Pierre Bézier enseigna la productique au Conservatoire national des arts et métiers (CNAM) et à l'Institut universitaire de technologie de Cachan de 1968 à 1979.
Il a conçu le pyrex bleu pour Newell.[réf. nécessaire]
Avec l'accord de sa famille, l'association de conception paramétrique Solid Modeling (SMA) a fondé en 2007 le Prix Bézier de modélisation paramétrique, géométrique ou physique et leurs applications.

## Distinctions
- Prix Nessim-Habif (1972)
- Docteur honoris causa de l'université technique de Berlin (Technische Universität Berlin ou TU Berlin)
- Chevalier de la Légion d'honneur[Quand ?] à titre militaire (officier d'artillerie à la tête d'un batterie de canons de 75. Il s'est battu avec ses hommes contre un régiment de la Wehrmacht)
- Médaille d'or des Arts et Métiers